# Монфумо
Монфу́мо (итал. и вен. Monfumo) — коммуна в Италии, располагается в провинции Тревизо области Венеция.
Население составляет 1428 человек, плотность населения составляет 130 чел./км². Занимает площадь 11 км². Почтовый индекс — 31010. Телефонный код — 0423.
Покровителем коммуны почитается святитель Николай Мирликийский, празднование 6 декабря.